# Viaducte

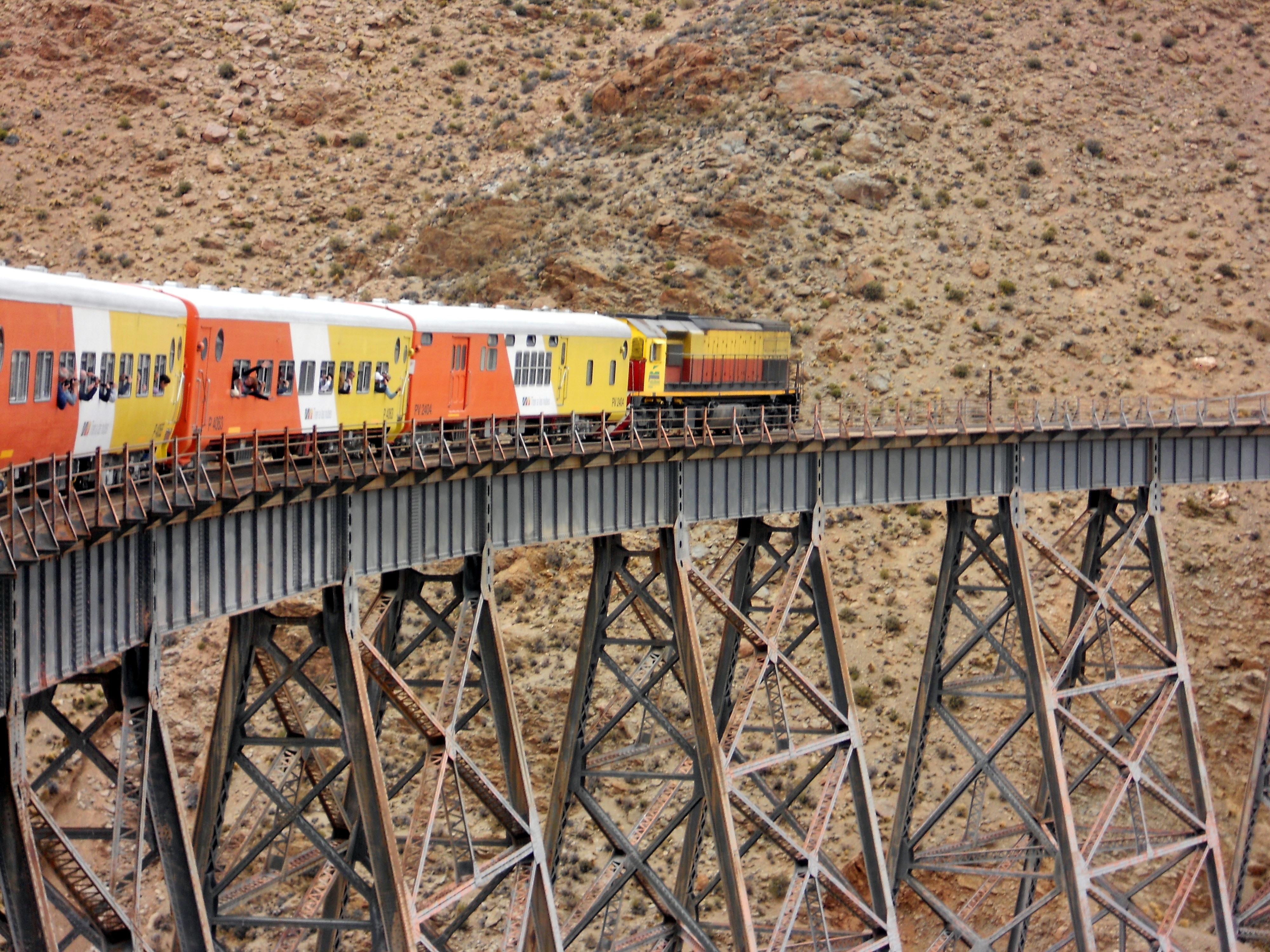
El Viaducte La Polvorilla a l'Argentina

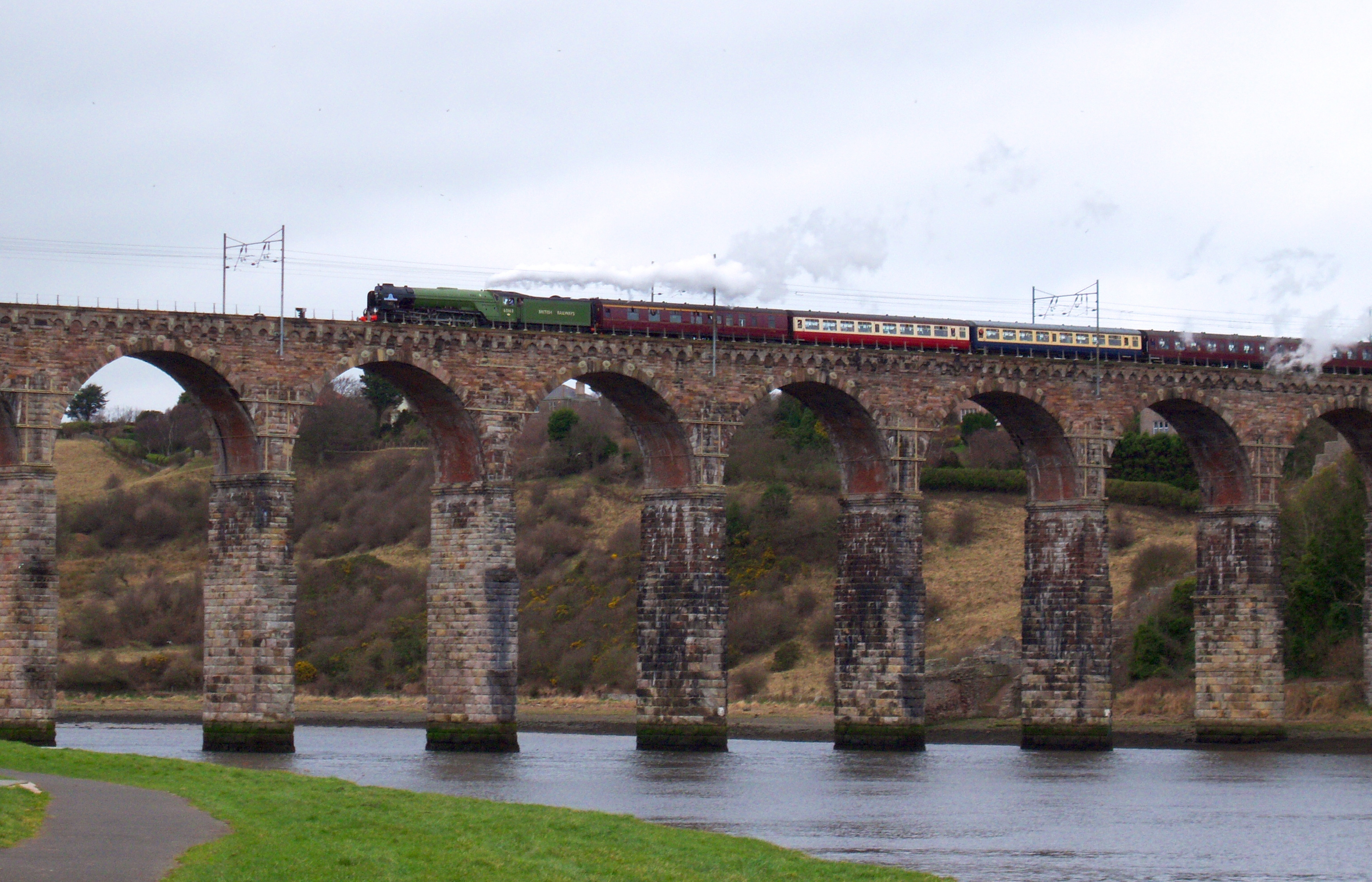
El Viaducte Royal Border Bridge a Berwick-upon-Tweed

Un  viaducte és un pont compost per diversos arcs. El terme viaducte prové del llatí, via, camí i ductus, que significa conducció. No obstant això, aparentment en la Roma Antiga aquest terme mai va ser utilitzat, sent més aviat una derivació moderna considerant l'analogia amb la paraula aqüeducte. Igual que els aqüeductes romans, en un principi molts viaductes consistien d'una sèrie d'arcs d'aproximadament la mateixa longitud.
D'acord amb el DIEC un viaducte és un pont elevat per al pas d'una via de comunicació sobre una depressió del terreny.
En general en Llengües romàniques, la paraula viaducte es refereix a un pont que creua només terra. Quan l'objectiu de la construcció és creuar l'aigua (tant riu com mar) s'empren termes derivats del llatí pontem, que en català és senzillament pont. Tot i que es podrien definir els viaductes com carreteres (en el cas dels automòbils) o línies fèrries (en el cas de ferrocarrils) elevades per creuar una fondalada, ja sigui una vall o un barranc, en l'actualitat el terme s'ha vingut emprant en alguns països de parla hispana per designar altres tipus de ponts que creuen ja sigui terreny o aigua o ambdós. En alguns països d'Amèrica Llatina, el terme s'empra per a designar avingudes elevades i fins i tot a nivell de superfície (vegeu Viaducte (Avinguda)).

## Origen i evolució
El viaducte més llarg de les èpoques antigues va ser probablement el Pont Serme al sud de França. Els viaductes inicialment van ser utilitzats en països on els ferrocarrils van tenir un paper important per al transport com a part de la infraestructura per la cruïlla de terrenys agrestes. El requisit de poca inclinació de les vies de ferrocarrils va forçar la construcció de ponts per unir dos punts que es trobaven a nivells similars, però separats per una fondalada o una vall. Donades les propietats físiques dels materials utilitzats en un principi, aquests ponts havien de ser construïts unint una sèrie arcs, que s'assemblaven als aqüeductes romans, però els quals passava una via de ferrocarril. Exemples en són els viaductes Filisur, Solis, Landwasser i Lorraine, tots ells a Suïssa.
Amb el creixement i desenvolupament de les ciutats i després amb l'arribada dels automòbils, va sorgir també la necessitat de crear vies que permetessin el pas de vehicles terrestres, principalment en ciutats localitzades en zones de muntanyoses. Així doncs es van construir viaductes en ciutats com Madrid, (El Viaducte de Segòvia) i Luxemburg (Passarelle (Luxemburg)).
A les grans ciutats els viaductes han demostrat una gran utilitat, permetent el trànsit a major velocitat i reduint dràsticament temps i costos de transport. En l'actualitat un gran nombre de viaductes s'han construint en tot el globus. Moltes ciutats han adaptat aquest tipus d'estructura a les seves realitats, per exemple en Xile, el Metro de Santiago en certs trams es fa servir d'aquesta manera (principalment en el mig d'avingudes amples o llocs difícils de construir subterràniament).
Un dels viaductes més famosos és indubtablement el Viaducte Millau, prop de Millau al sud de França, que és un pont atirantat que creua la vall del Riu Tarn. Va ser dissenyat per l'enginyer francès Michel Virlogeux, en col·laboració amb el reconegut arquitecte Norman Foster. El Viaducte Millau és el pont vehicular més alt del món, amb el punt més elevat a 343 metres -una mica més alt que la Torre Eiffel i només 38 m més curt que el gratacel Empire State. Va ser oficialment inaugurat el 14 de desembre del 2004 i obert al trànsit dos dies després.

## Passat i futur
Durant les darreres dècades s'han construït autopistes elevades a ciutats com: Boston (artèria central), Seül, Tòquio, Toronto (Gardiner Expressway). però més tard van ser enderrocades perquè eren lletges i dividien la ciutat. No obstant això en països en desenvolupament, com Tailàndia, Índia (Delhi-Gurgaon Expressway), Xina, Bangladesh, Pakistan, se n'han construït i n'hi ha més en construcció per millorar el flux del trànsit, sobretot com una solució davant l'escassetat de terreny al construir camins de superfície.